# Katharine Abraham
Katharine G. Abraham (Ames (Iowa), 28 de agosto de 1954) es una economista estadounidense.

## Trayectoria
Abraham cuenta con una licenciatura en economía de la Universidad Estatal de Iowa (1976) y un doctorado en economía de la Universidad de Harvard (1982). Fue profesora asistente en la Escuela de Administración y Dirección de Empresas Sloan del Instituto de Tecnología de Massachusetts e investigadora asociada en la Institución Brookings antes de unirse a la facultad de la Universidad de Maryland en 1988.
Durante su mandato como comisionada de la Oficina de Estadísticas Laborales, Abraham sentó las bases para la Encuesta Estadounidense sobre el Uso del Tiempo, la primera encuesta del gobierno de los Estados Unidos sobre el uso del tiempo, y estableció el Comité Asesor Federal de Estadísticas Económicas. Durante un extenso debate público sobre el Índice de precios al consumidor en la década de 1990, Abraham testificó repetidamente ante el Congreso sobre las deficiencias de la metodología existente y la necesidad de realizar revisiones basadas en investigaciones objetivas. Amplió la cobertura de los precios de los servicios en el Índice de precios del productor; instituyó mejoras en las Estadísticas Actuales de Empleo, incluida la sustitución de la muestra por cuotas por una muestra probabilística; entrega acelerada de estadísticas de empleo y salarios; y tomó medidas para ampliar la cobertura de sueldos y salarios en el programa de Estadísticas de Empleo Ocupacional. La investigación de Abraham ha incluido estudios sobre los efectos de la duración del trabajo en los salarios; los efectos de la publicidad sobre las ofertas de empleo, los salarios y el ciclo económico; y comparaciones entre los mercados laborales de Estados Unidos, Europa y Japón; políticas de trabajo compartido, desempleo y ofertas de empleo; el funcionamiento de los mercados laborales internos; y la medición de la actividad económica de mercado y no de mercado.
Es director del Centro de Economía y Política de Maryland y profesor de metodología de encuestas y economía en la Universidad de Maryland. Fue comisionada de la Oficina de Estadísticas Laborales de 1993 a 2001 y miembro del Consejo de Asesores Económicos de 2011 a 2013. Fue elegida miembro de la Academia Nacional de Ciencias en 2022.